# Вайтодас Рамошка
Вайдотас Рамошка (лит. Vaidotas Ramoška; нар. 4 лютого 1980, містечко Жялва Укмергського району, Литовська РСР) — литовський скульптор, відомий переважно статуями янголят.

## Життя та творчість
Народився в містечку Жялва в сім'ї педагогів. Закінчив місцеву середню школу та Укмергську дитячу художню школу. Вищу освіту здобув у Вільнюській художній академії, де його наставниками були професори Ґедімінас Йокубоніс і Ґедімінас Каралюс.
В. Рамошка брав участь у колективних виставках, а також проводив персональні виставки. Автор гербів (зокрема, містечка Жялва) і медалей. Випустив збірку поезії «Один на шосе» („Vienas ant plento“). Є членом Спілки художників Східної Литви та Укмергського кіно- і фотоклубу.
Популярність здобув завдяки створеним оригінальним інсталяціям та акціям. Один із перших такого роду проектів мав назву «Безпідставна ненависть» („Nepagrįsta neapykanta"); її символ — «Блакитний козел» — був знищений вандалами в той же день, коли був встановлений.
Найбільшу популярність Вайтодасу Рамошці принесли скульптури білих янголів, які, починаючи з 2004 року, встановлюються у скверах, на площах та інших громадських місцях Вільнюса, і які стали своєрідним символом міста.
Починаючи з 2007 року, кілька таких скульптур було подаровано столицям держав Європи та іншим містам: Йоенсуу (Фінляндія), Варшаві, Калінінграду, Стокгольму, Дубліну, Таллінну, Любляні, Ризі, Мілану, Лісабону, Люксембургу. У Санкт-Петербурзі скульптура янгола встановлена в жовтні 2007 року на фронтоні маєтку А. С. Тургенєвої, в якому розташовується Генеральне консульство Литовської Республіки.

### Нагороди
У 2008 році за ці скульптури Вайдотас Рамошка нагороджений премією Вільнюса — статуеткою Святого Христофора.